# Горичанец, Мартина
Мартина Горичанец (хорв. Martina Goričanec, род. 19 сентября 1993, Фельдкирх, Форарльберг) — австрийская гандболистка, полусредний.

## Биография
Мартина Горичанец родилась 19 сентября 1993 года в австрийском городе Фельдкирх. По национальности хорватка, её семья происходит из хорватского города Валпово.
Занималась гандболом в австрийском «Фельдкирхе». В 14-летнем возрасте перебралась в «Хипо Нидеростеррайх». В его составе несколько раз выигрывала чемпионат и Кубок Австрии, а в 2013 году завоевала Кубок обладателей кубков. В 2016 году перешла в швейцарский «Брюль», с которым дважды побеждала в чемпионате страны (2017, 2019) и один раз в Кубке Швейцарии (2017).
В 2011 году в составе молодёжной сборной Австрии завоевала бронзовую медаль чемпионата Европы среди девушек до 19 лет.
25 сентября 2010 года дебютировала в женской сборной Австрии. В течение карьеры провела за национальную команду 65 матчей, забросила 112 мячей.
В 2019 году завершила игровую карьеру.